# Capitalismo patrimonial
Capitalismo patrimonial, en ocasiones asimilable al término capitalismo rentista, es un concepto que hace referencia a la importancia decisiva que tiene la herencia en la concentración de la riqueza y su forma de distribución en el capitalismo de tal manera que la riqueza que se hereda siempre posee más valor que la que un individuo puede acumular en su vida.
El capitalismo patrimonial se produce cuando la tasa de acumulación de capital crece más rápido que la economía, lo que produce un aumento de la desigualdad de ingreso. Cuanto mayor peso tiene la herencia en la acumulación de riqueza la desigualdad económica crece.
En el largo plazo, el retorno promedio sobre el capital supera la tasa de crecimiento de la economía, lo cual implica que los propietarios del capital son cada vez más ricos más rápido que el resto de la población.
El capitalismo patrimonial entra en contradicción con la democracia y la justicia social ya que si el patrimonial no está asociado al crecimiento económico tampoco lo está a la distribución del ingreso por lo que los fundamentos del liberalismo económico y la economía ortodoxa no serían sólidos.
Para Guy Standing, los neoliberales hablan de economía de libre mercado pero gradualmente el capital financiero ha ido construyendo un sistema de capitalismo rentista protegido por los estados y las leyes nacionales e internacionales que consolidan las posiciones de las grandes empresas y hacen imposible el libre mercado y la competencia. Se ha construido un capitalismo patrimonial, de rentistas que obtienen sus beneficios de la propiedad del capital (económico, intelectual).

## Aspectos del capitalismo patrimonial

### Popularización y origen del término capitalismo patrimonial

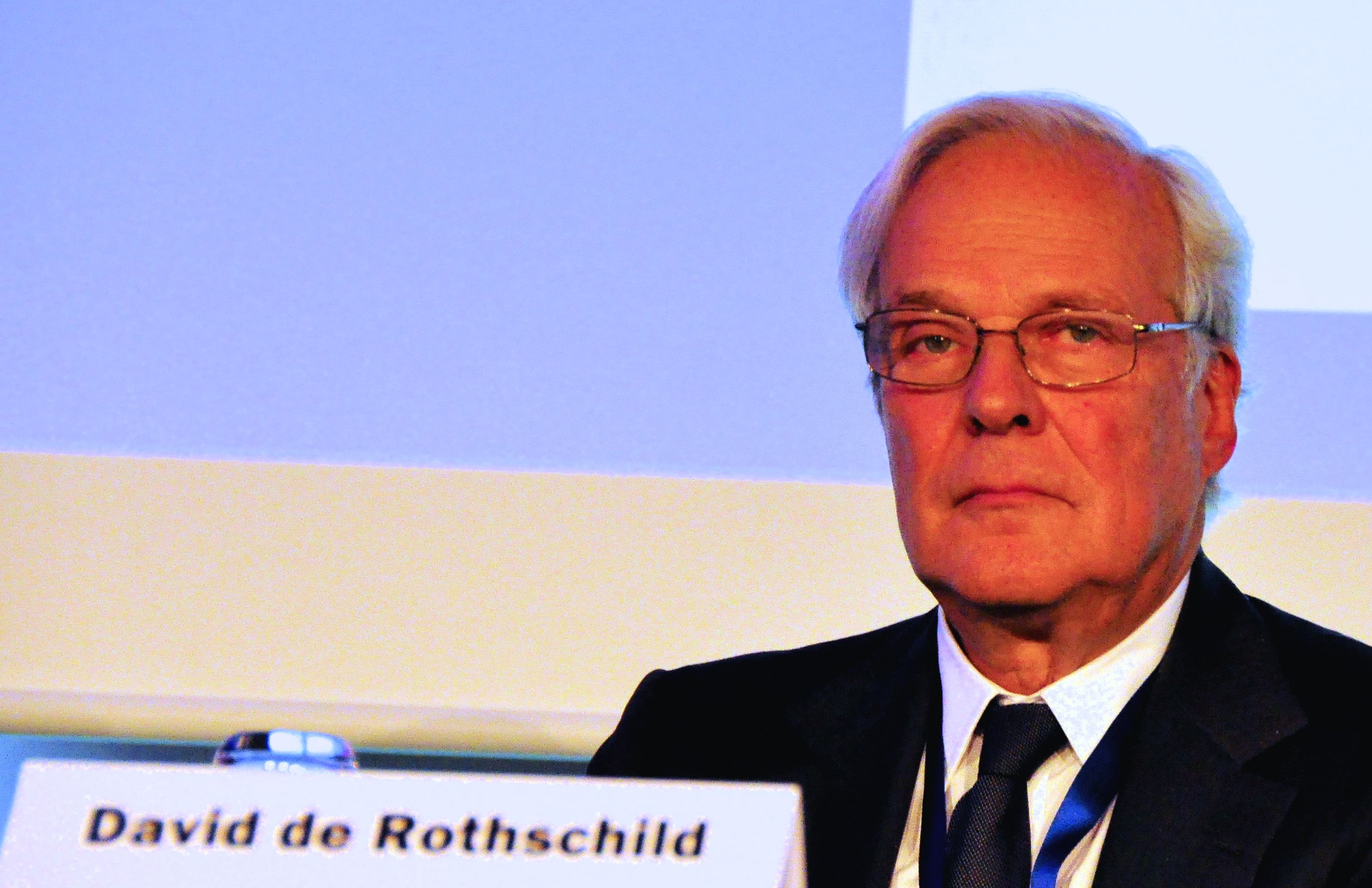
David de Rothschild, nacido en Nueva York, el 15 de diciembre de 1942 es un banquero francés miembro de la adinerada familia Rothschild. Es el actual presidente de los bancos Rothschild & Cie y NM Rothschild & Sons desde su reunión en 2003 en el seno de la entidad Groupe Rothschild. Otros miembros de la familia actuales son el británico Evelyn de Rothschild y Benjamin de Rothschild

El concepto capitalismo patrimonial fue popularizado por el economista francés Thomas Piketty cuando en 2013 publicó el libro Le Capital au XXIe siècle (El capital en el siglo XXI) Piketty es un especialista en la economía de la desigualdad o desigualdad de ingreso, desde una aproximación estadística e histórica.
El término capitalismo patrimonial fue utilizado por los economistas denominados regulacionistas (Michel Aglietta,  Robert Boyer, y A. Orléan) para referirse a la riqueza financiera.

### Capitalismo patrimonial y Gran Recesión
Francisco Rodríguez Ortiz considera, en su libro de 2010, Crisis de un capitalismo patrimonial y parasitario, que la desregulación de los mercados financieros anterior a la Gran Recesión de 2008 y la expansión del crédito habrían sido los mecanismos claves del régimen de acumulación de las tres últimas décadas del siglo XX y la primera del XXI. Para este autor este capitalismo patrimonial y exacerbado ha provocado la mayor crisis del capitalismo desde la Gran Depresión. Además, los gobiernos se han visto obligados a endeudar a la ciudadanía para el rescate de sus sistemas financieros y entidades bancarias.

## Consecuencias del capitalismo patrimonial
Si el porcentaje de retorno del capital supera el porcentaje de crecimiento económico y la riqueza que se hereda siempre posee más valor que la que un individuo puede acumular en su vida entonces el capitalismo entra en contradicción con la democracia y la justicia social.
Para Piketty el efecto más indeseable del capitalismo patrimonial es la desigualdad económica extrema en las poblaciones de todos los países así como sus efectos negativos sobre el crecimiento de la economía real. Piketty cuestiona de manera radical la hipótesis optimista del economista ruso Simon Kuznets quien establecía un vínculo directo entre el desarrollo económico y la redistribución de ingresos, resaltando la importancia de las instituciones políticas y fiscales en la instauración de impuestos e ingresos públicos y por tanto en la evolución económica histórica de la distribución de la riqueza. Autores como Sami Naïr y Zygmunt Bauman señalan los perjuicios de la desigualdad y sus efectos.
Para el economista Miles Corak, especialista en desigualdad, pobreza y movilidad social existe una relación indirecta entre desigualdad de ingresos y movilidad social intergeneracional. La riqueza de los padres y la transmisión de la misma mediante la herencia es más decisiva para el futuro de los hijos en las sociedades que son más desiguales. Cuanta mayor desigualdad económica sufran los padres menos movilidad social tendrán sus hijos.

## Propuestas correctivas de los efectos del capitalismo patrimonial
Para corregir la extrema desigualdad económica que provoca el capitalismo patrimonial Piketty propone la recuperación de impuestos progresivos y también la instauración de un impuesto mundial sobre la riqueza con el fin de ayudar a resolver el problema actual del aumento de la desigualdad.